# Konak di Selim Sırrı Pascià
Il Konak di Selim Sırrı Pascià si trova a İzmit, il capoluogo della provincia di Kocaeli in Turchia. La residenza, costruita dal Mutasarrif di İzmit Selim Sırrı Pascià, fu completata nel 1892. Si tratta di un Konak in legno e muratura, composto da due piani e una loggia. Sulle pareti del giardino sono stati riutilizzati reperti archeologici di epoca romana e all'interno del palazzo sono presenti decorazioni in ornato a rilievo. A seguito di un incendio, il palazzo è stato restaurato fra il 2009 ed il 2012.